# Tanjung Manggus
Tanjung Manggus is een bestuurslaag in het regentschap Ogan Komering Ulu van de provincie Zuid-Sumatra, Indonesië. Tanjung Manggus telt 1019 inwoners (volkstelling 2010).